# 태봉초등학교 (경기)
태봉초등학교는 대한민국 경기도 포천시에 있는 공립 초등학교이다. 경기도 태봉산자락에 위치해 있다. 버스정류장을 기준으로 반대편에 송우중학교가 있다. 주변 학교는 대경중학교, 송우고등학교, 동남고등학교 등이 있다.

## 학교 연혁
- 2003. 10. 20 태봉초등학교 설립인가
- 2005. 12. 26 포천교육청 교명 선정 위원회에서 교명 선정
- 2006. 03. 01 제1대 엄은일 교장 취임
- 2006. 03. 02 태봉초등학교로 개교(20학급)
- 2006. 03. 02 제1회 입학식 및 시업식(총 753명)
- 2007. 02. 15 제1회 졸업식(총 88명)
- 2007. 03. 02 29학급 1,016명(특수학급 1학급 신설)
- 2008. 03. 01 교원능력개발평가 선도학교 운영
- 2008. 03. 03 31(1)학급 1,119명(3학급 증설, 유치원 1학급 증설(2))
- 2009. 02. 16 제3회 졸업식(총 144명)
- 2009. 03. 01 꿈나무 안심학교 개교(1학급)
- 2009. 03. 01 33(1)학급 1,107명(2학급 증설, 꿈나무 안심학교 개교)
- 2009. 03. 06 컴퓨터실 2실 리모델링
- 2009. 03. 11 영어체험센터운영
- 2010. 03. 01~ 사교육 절감형 창의경영학교 운영
- 2011. 03. 01~ 지역공동 영자학급 개설 및 운영
- 2012. 06. 25~ 안전강화학교 지정
- 2012. 09. 01 제2대 박광범 교장 선생님 취임
- 2013. 03. 04 입학식 및 시업식(34학급 편성 특수학급1 운영)
- 2013. 06. 교실 및 복도 추락방지대 설치
- 2014. 01. 교실 선풍기설치, 전기공사, 화장실 센서 설치
- 2014. 02. 14 제8회 졸업식(187명)
- 2014. 03. 01 제3대 이용희 교장 선생님 취임
- 2014. 03. 03 시업식 및 입학식 34학급 편성 특수학급 1운영
- 2014. 05. 28 유치원 종일반 출입구 외부환경개선공사
- 2014. 07. 09 어린이 놀이시설 공사, 유치원 연결통로 개선공사
- 2014. 10. 12 유치원 후문 차양막, 계단스텐난간 및 창문 안전봉 설치

## 참고 자료
- 태봉초등학교 - 한국교육학술정보원 학교알리미